# Scottish Qualifications Authority
 (août 2019).
La Scottish Qualifications Authority (SQA) est l'organisme public responsable de la délivrance des diplômes de l'enseignement public du gouvernement écossais. Elle est en partie financée par l'Education and Lifelong Learning Directorate (Direction de la Formation Initiale et Continue) et compte 750 employés à Glasgow et Dalkeith.
La SQA se charge chaque année de l'organisation des examens de tous les écoliers écossais en coordination avec l'Office of Qualifications and Examinations Regulation (Ofqual) du Royaume-Uni. Les certificats d'études secondaires qu'elle délivre constituent un prérequis pour l'inscription dans un établissement d'études supérieures et les universités écossaises exigent l'obtention de notes supérieures à la moyenne dans au moins trois disciplines au General Certificate of Secondary Education (GCSE), l'équivalent du baccalauréat français.
La SQA est aussi chargée de tenir à jour les Conventions orthographiques du gaélique écossais.

## Le Scottish Qualification Act de 2002
Les statuts au sein de la SQA sont régis par le Scottish Qualifications Authority Act de 2002 qui a vu la fusion du Scottish Examination Board, chargé de l'enseignement scolaire, et du Scottish Vocational Education Council, chargé de l'enseignement professionnel. Cette fusion, qui explique la répartition actuelle des effectifs entre Glasgow et Dalkeith, a été l'occasion d'une réforme des diplômes de l'enseignement secondaire qui a vu disparaître le Certificate of Sixth Year Studies (équivalent du Diplôme d'Accès aux Etudes Universitaires français) au profit d'un cursus spécifique intégré aux Higher grades, dénommé Advanced Higher, destiné aux élèves voulant poursuivre dans le supérieur.

## Diplômes et certifications
La SQA, en plus d'être chargée de la délivrance des diplômes reconnus au niveau national, est responsable de la conformité des certifications délivrées dans le cadre de la formation continue. Régulées par le gouvernement écossais, ces certifications professionnelles dans le domaine de l'énergie et la navigation sont reconnues par de nombreux pays producteurs de pétrole et de gaz.